# Finanzgerichtsordnung
Die Finanzgerichtsordnung, kurz FGO, ist ein deutsches Bundesgesetz. Es regelt das Gerichtsverfahren vor den Finanzgerichten. Die FGO gliedert sich in die Teile Gerichtsverfassung (I.), Verfahren (II.), Kosten und Vollstreckung (III.). In Teil IV befinden sich Schluss- und Übergangsbestimmungen.
Der Rechtszug in der Finanzgerichtsbarkeit ist zweistufig. Es gibt als Tatsacheninstanz nur das Finanzgericht, auf die der Bundesfinanzhof als Revisionsinstanz folgt.

## Geschichte
Um das Jahr 1980 gab es Überlegungen, die Verwaltungsgerichtsordnung, das Sozialgerichtsgesetz und die FGO in einer gemeinsamen "Verwaltungsprozessordnung" zusammenzufassen. Vertreter dieser drei Zweige der Gerichtsbarkeit nahmen an Beratungen teil. Es hätte sich etwa angeboten, zunächst einen Allgemeinen Teil, der für alle drei Zweige der Gerichtsbarkeit gelte, voranzuschicken und sodann mit drei weiteren Teilen, die jeweils auf die Besonderheiten des Zweigs der jeweiligen Gerichtsbarkeit zugeschnitten wären, fortzufahren. Letzten Endes kamen die Beratungen aber nie über das Planungsstadium hinaus.